# Szalony Kurczak
Szalony Kurczak (niem. Moorhuhn) – seria gier komputerowych, stworzona przez firmę Phenomedia AG/Publishing GmbH. Seria została zapoczątkowana w 1999 roku.

## Historia
Pierwsza gra z serii została wydana w roku 1999 – Die Original Moorhuhnjagd i była strzelanką. Gra była reklamą whisky Johnnie Walker. Tytuł nie był pierwotnie przeznaczony do dystrybucji – został udostępniony na laptopach w barach, szybko jednak jego nielegalne kopie pojawiły się w Internecie.
Następne części opierały się na tym samym schemacie, do czasu wydania pierwszej gry wyścigowej z serii – Moorhuhn Kart (powstały cztery części). Kolejne gry z Moorhuhnem są grami przygodowymi lub platformówkami 2D. Powstała także jedna gra platformowa z grafika trójwymiarową, gra party oraz gra fabularna. Pierwsza część serii cieszyła się dużą popularnością – ściągnięto ją ponad 18 milionów razy. Sukces gry przyczynił się do stworzenia komiksów, serialu animowanego, a także piosenki w wykonaniu Wigalda Boninga.

## Gry

### Shootery
- Die Original Moorhuhnjagd
- Moorhuhn 2
- Moorhuhn Winter-Edition
- Moorhuhn 3
- Moorhuhn Wanted
- Moorhuhn X
- Moorhuhn Remake
- Moorhuhn Invasion
- Moorhuhn Soccer
- Moorhuhn Pirates
- Moorhuhn DS
- Moorhuhn Director's Cut

### Wyścigowe
- Moorhuhn Kart
- Moorhuhn Kart Extra
- Moorhuhn Kart 2
- Moorhuhn Star Karts
- Moorhuhn Fun Kart 2008
- Moorhuhn Kart 3
- Moorhuhn Kart Thunder
- Moorhuhn Kart Multiplayer Racing[5]

### Przygodowe
- Moorhuhn Adventure: Der Schatz des Pharao
- Moorhuhn Adventure 2: Der Fluch des Goldes

### Platformowe
- Moorhuhn Schatzjäger
- Moorhuhn Pinball
- Moorhuhn Schatzjäger 2
- Moorhuhn Juwel der Finsternis
- Moorhuhn Schatzjäger 3
- Moorhuhn Atlantis
- Moorhuhn: Das verbotene Schloss

### Pozostałe
- Moorhuhn Sky Botz
- Moorhuhn Mah-Jongg
- Moorhuhn: Jahrmarkt-Party
- Moorhuhn: Tiger & Chicken
- Moorhuhn schlägt zurück[6] (ang. Crazy Chicken strikes back)